# Derick Brassard
Derick Brassard (ur. 22 września 1987 w Hull, Quebec, Kanada) – hokeista kanadyjski, gracz ligi NHL, reprezentant Kanady.

## Kariera klubowa
- Drummondville Voltigeurs (2003 - 2007)
- Columbus Blue Jackets (2007 - 3.04.2013)
  -  Syracuse Crunch (2007-2008)
- New York Rangers (3.04.2013 - 18.07.2016)
- Ottawa Senators (18.07.2016 - 24.02.2018)
- Pittsburgh Penguins (24.02.2018 - 1.02.2019)
- Florida Panthers (1.02.2019-25.02.2019)
- Colorado Avalanche (25.02.2019 - 21.08.2019)
- New York Islanders (21.08.2019 - 30.12.2020)
- Arizona Coyotes (30.12.2020 - 25.08.2021)
- Philadelphia Flyers (25.08.2021 - 21.03.2022)
- Edmonton Oilers (21.03.2022 - 10.10.1922)
- Ottawa Senators (10.10.2022 -

## Kariera reprezentacyjna
- Reprezentant Kanady na MŚJ U-18 w 2005
- Reprezentant Kanady na MŚ w 2016

## Sukcesy
Reprezentacyjne
- Srebrny medal z reprezentacją Kanady na MŚJ U-18 w 2005
- Złoty medal z reprezentacją Kanady na MŚ w 2016